# Astragalus paradoxus
Astragalus paradoxus är en ärtväxtart som beskrevs av Aleksandr Andrejevitj Bunge. Astragalus paradoxus ingår i släktet vedlar, och familjen ärtväxter. Inga underarter finns listade i Catalogue of Life.